# گوگل کروم
گوگل کروم یک مرورگر وب چند پلتفرمی است که توسط گوگل توسعه یافته‌است. نخستین‌بار در سال ۲۰۰۸ برای مایکروسافت ویندوز با بهره‌گیری از کامپاننت‌های نرم‌افزار رایگان اپل وب کیت و موزیلا فایرفاکس ساخته شد. سپس نسخه‌هایی برای لینوکس، مک‌اواس، آی‌اواس و همچنین اندروید ساخته شد، جایی که مرورگر پیش‌فرض در سیستم عامل نیز است. مرورگر همچنین جزء اصلی سیستم عامل کروم است، جایی که به عنوان بستری برای برنامه‌های وب عمل می‌کند.
بیشتر کد منبع کروم از پروژه نرم‌افزاری آزاد و منبع‌باز کرومیوم می‌آید، اما کروم به عنوان یک نرم‌افزار صرفا رایگان، دارای مجوز اختصاصی است. وب کیت موتور اصلی ارائه بود، اما گوگل در نهایت آن را برای ایجاد موتور بلینک عوض کرد. همه نسخه‌های کروم به جز آی او اس اکنون از بلینک استفاده می‌کنند.
از ژوئیه ۲۰۲۱، استت کاونتر تخمین می‌زند که کروم دارای ۶۵٪ سهم بازار مرورگرهای جهان (پس از رسیدن به ۷۲٫۳۸٪ در نوامبر ۲۰۱۸) در رایانه‌(های) شخصی، بیشتر در رایانه‌های لوحی استفاده می‌شود (از سافاری پیشی گرفته است) و همچنین بر تلفن‌های هوشمند غالب است و ۶۳٫۵۹٪ در همه سیستم عامل‌ها. به دلیل این موفقیت، گوگل نام تجاری «کروم» را به سایر محصولات گسترش داده است: کروم او اس، کروم کست، کروم بوک، کروم بیت، کروم باکس و کروم بیس.

## پیشینه
اریک اشمیت، مدیر عامل گوگل، به مدت ۶ سال با توسعه یک مرورگر وب مستقل مخالفت کرد. او گفت که «در آن زمان، گوگل یک شرکت کوچک بود» و او نمی‌خواست «جنگ مرورگرهای کبود» را پشت سر بگذارد. پس از اینکه سرگئی برین و لری پیج، یکی از بنیانگذاران، چندین توسعه دهنده موزیلا فایرفاکس را استخدام کردند و نمایشی از کروم ساختند، اشمیت گفت که «آنقدر خوب بود که اساسا مرا مجبور کرد نظرم را تغییر دهم.»
در سپتامبر ۲۰۰۴، برای نخستین بار شایعاتی مبنی بر ساخت یک مرورگر وب توسط گوگل پدیدار شد. مجله‌های آنلاین و روزنامه‌های ایالات متحده در آن زمان اعلام کردند که گوگل در حال استخدام توسعه دهندگان وب پیشین مایکروسافت در میان دیگران است. همچنین مدت کوتاهی پس از انتشار موزیلا فایرفاکس ۱٫۰، که در حال افزایش محبوبیت بود و سهم بازار را از اینترنت اکسپلورر، که به مشکلات امنیتی اشاره کرده بود، گرفت، آمد.
توسعه مرورگر در سال ۲۰۰۶ آغاز شد که توسط ساندر پیچای رهبری شد.

### معرفی
اعلامیه انتشار در ابتدا برای ۳ سپتامبر ۲۰۰۸ برنامه‌ریزی شده بود، و یک کمیک از اسکات مک کلود قرار بود برای روزنامه نگاران و وبلاگ نویسان ارسال شود و در آن ویژگی‌های موجود در مرورگر جدید را توضیح دهد. نسخه‌های در نظر گرفته شده برای اروپا در اوایل ارسال شد و وبلاگ نویس آلمانی فیلیپ لنز از گوگل بلاگواسکوپد پس از دریافت آن در ۱ سپتامبر ۲۰۰۸، یک کپی اسکن شده از کمیک ۳۸ صفحه ای را در وب سایت خود در دسترس قرار داد. گوگل متعاقباً این کمیک را در گوگل بوکس در دسترس قرار داد، و آن را در وبلاگ رسمی خود همراه با توضیحی برای انتشار اولیه ذکر کرد. این محصول به عنوان نام رمز اولیه پروژه توسعه، «کروم» نامگذاری شد، زیرا با سرعت همراه است. گوگل نام پروژه توسعه را به عنوان نام نسخه نهایی، به عنوان یک نام «واضعانه» یا کنایه آمیز حفظ کرد، زیرا یکی از اهداف اصلی به حداقل رساندن رابط کاربری کروم بود.

### انتشار عمومی
این مرورگر برای اولین بار به صورت عمومی، به صورت رسمی به عنوان نسخه بتا، در ۲ سپتامبر ۲۰۰۸ برای ویندوز اکس پی و جدیدتر، و با پشتیبانی از ۴۳ زبان، و بعداً به عنوان یک نسخه عمومی «پایدار» در ۱۱ دسامبر ۲۰۰۸ منتشر شد. در همان روز. یک مورد خبری سی نت توجه را به بخشی از بیانیه شرایط خدمات برای نسخه بتا اولیه جلب کرد، که به نظر می‌رسید مجوزی را به گوگل برای تمام محتوای منتقل شده از طریق مرورگر کروم می‌دهد. این بخش از شرایط عمومی خدمات گوگل به ارث رسیده‌است. گوگل بلافاصله به این انتقاد پاسخ داد و بیان کرد که زبان مورد استفاده از محصولات دیگر قرض گرفته شده‌است و این بخش را از شرایط خدمات حذف کرد.
کروم به سرعت حدود ۱ درصد سهم استفاده را به دست آورد. پس از افزایش اولیه، سهم استفاده کاهش یافت تا اینکه در اکتبر ۲۰۰۸ به ۰٫۶۹٪ رسید. سپس دوباره شروع به افزایش کرد و در دسامبر ۲۰۰۸، کروم دوباره از آستانه ۱٪ گذشت. در اوایل ژانویه ۲۰۰۹، سی نت گزارش داد که گوگل قصد دارد نسخه‌هایی از کروم را برای او اس اکس و لینوکس در نیمه اول سال منتشر کند. اولین پیش‌نمایش رسمی توسعه‌دهندگان کروم او اس اکس و لینوکس در ۴ ژوئن ۲۰۰۹ با یک پست وبلاگ اعلام شد که بسیاری از ویژگی‌ها را از دست داده‌اند و برای بازخورد اولیه به جای استفاده عمومی در نظر گرفته شده‌اند. در دسامبر ۲۰۰۹، گوگل نسخه بتا کروم را برای او اس اکس و لینوکس منتشر کرد. نسخه ۵٫۰ که در ۲۵ می ۲۰۱۰ معرفی شد، اولین نسخه پایداری بود که از هر سه پلتفرم پشتیبانی می‌کرد.
کروم یکی از دوازده مرورگر ارائه شده در بروزر چویس به کاربران منطقه اقتصادی اروپایی مایکروسافت ویندوز در سال ۲۰۱۰ بود.

## امنیت
گوگل کروم دو لیست سیاه را به صورت دوره‌ای به روز رسانی می‌کند (یکی برای فیشینگ و دیگری برای بدافزار) و به کاربران هنگام بازدید از سایتی که پرچم گذاری شده، هشدار می‌دهد. این سرویس همچنین توسط یک API عمومی آزاد با نام API مرورگر ایمن گوگل برای استفاده دیگران در دسترس است.
کروم با هر برگه به صورت یک پروسه جدا برخورد می‌کند؛ بنابراین در صورتی که یک برگه متوقف شود، کل مرورگر دچار مشکل نخواهد شد. بعلاوه کل مرورگر در یک sandbox (محیط ایزوله که ارتباطی با دنیای خارج ندارد) اجرا می‌شود و بنابراین نرم‌افزارهای مخرب نمی‌توانند بر روی رایانه شما تأثیر داشته باشند، مگر اینکه مستقیماً روی آن‌ها کلیک کنید.

## امکانات و قابلیت‌ها
گوگل کروم مرورگری امن، سریع، ساده و باثبات است. گوگل کروم تفاوت زیادی با دیگر رقیبانش ندارد. قدرت کروم به عملکرد برنامه و سرعت پردازش آن به جاوا اسکریپت آن بستگی دارد. گوگل کروم از زبان‌های بسیاری مانند فارسی پشتیبانی می‌کند و در میان رقبایش توانسته افزونه‌های بسیاری برای خود انتشار دهد که کارایی آن را بهبود می‌بخشند.
- به راحتی می‌توان صفحات را برای سرزدن در دفعات بعد نشانه‌گذاری کرد و تاریخچه مرور صفحات وب را مشاهده کرد.
- می‌توان وبسایت‌ها را در نسخه‌های موبایل (واکنش گرا) مشاهده کرد.
- قابلیت پیشنهاد عبارات جستجو برای متن نوشته‌شده و آدرس وبسایت‌ها را داراست.
- امکان بازگردانی اطلاعات با اتصال به حساب جی‌میل را داراست.

## رابط کاربری
به‌طور پیش فرض، رابط کاربری اصلی شامل دکمه‌های برگشت، رفتن به صفحه بعد، دکمه بروزرسانی / لغو و منو است. یک دکمه اصلی به‌طور پیش فرض نشان داده نمی‌شود، اما می‌تواند از طریق صفحه تنظیمات اضافه شود تا کاربر به صفحه برگه جدید یا صفحه اصلی سفارشی منتقل شود.
تب‌ها یا زبانه‌ها (صفحات کروم) مؤلفه اصلی رابط کاربری کروم هستند و به جای کنترل زیر به بالای پنجره منتقل شده‌اند. این تغییر ظریف با بسیاری از مرورگرهای دارای تب موجود که بر پایه ویندوز استوار است و حاوی برگه‌ها هستند، تضاد دارد. زبانه‌ها، با حالت خود می‌توانند با کشیدن به یکپارچه بین ظروف پنجره منتقل شوند. هر برگه دارای مجموعه‌های کنترل خاص خود، از جمله Omnibox است.
همان کادری است که برای URL است و عملکردهای نوار آدرس و جعبه جستجو را با هم ترکیب می‌کند. اگر کاربری آدرس URL سایتی را که قبلاً جستجو شده بود را وارد کند، Chrome به شما هشدار می‌دهد تا Tab را فشار دهد تا دوباره مستقیماً از Omnibox سایت را جستجو کند. وقتی کاربر شروع به تایپ کردن در Omnibox می‌کند، Chrome پیشنهادهایی را برای سایت‌های بازدید شده قبلی (بر اساس URL یا متن درون صفحه)، وب سایت‌های محبوب (لزوماً قبل از بازدید آنها - با استفاده از Google Instant) و جستجوهای محبوب ارائه می‌دهد. اگرچه می‌توان این خصوصیت را خاموش کرد ولی پیشنهادهایی مبتنی بر سایتهای بازدید شده قبلی نمی‌توانند خاموش شوند. Chrome همچنین URLهای سایتهایی را که بازدید می‌کنید به‌طور خودکار ذخیره می‌کند. اگر کاربر کلید واژه‌های کلیدی را در Omnibox بنویسد که با وب سایت‌های بازدید شده قبلی مطابقت ندارد و مطبوعات وارد می‌شوند، Chrome با استفاده از موتور جستجوی پیش فرض، جستجو را انجام می‌دهد.
یکی از ویژگی‌های متمایز مرورگر کروم، صفحه برگه جدید است که می‌تواند جایگزین صفحه اصلی مرورگر باشد و با ایجاد یک برگه جدید نمایش داده می‌شود. در ابتدا، این ریز عکسها از نه وب سایت بازدید شده به همراه جستجوهای مکرر، نشانک‌های اخیر و برگه‌های اخیراً بسته شده نشان می‌داد. مشابه اینترنت اکسپلورر و فایرفاکس با یا Dial در Chrome 2.0، صفحه برگه جدید به روز شد تا به کاربران امکان پنهان کردن ریز عکسها را که نمی‌خواستند پنهان کنند.

## میانبرها و برنامه‌های دسکتاپ
کروم به کاربران اجازه می‌دهد تا برای بازکردن برنامه‌های وب از میانبرها استفاده کنند. وقتی مرورگر از این طریق باز می‌شود، هیچ‌یک از رابط‌های معمولی به جز نوار عنوان را در اختیار ندارد، به طوری که «کاری را که کاربر در تلاش است انجام دهد قطع نمی‌کند». این اجازه را می‌دهد تا برنامه‌های وب در کنار نرم‌افزار محلی اجرا شوند.
این ویژگی، به گفته گوگل، با فروشگاه وب کروم، دایرکتوری برنامه‌های وب مبتنی بر وب که در دسامبر ۲۰۱۰ افتتاح شد، بهبود می‌یابد.

## وب استور کروم
فروشگاه وب کروم در تاریخ ۱۱ فوریه ۲۰۱۱، با انتشار گوگل کروم ۹٫۰ افتتاح شد.

## حریم خصوصی
حالت ناشناس
ویژگی حالت ناشناس در مرورگر کروم باعث می‌شود مرورگر نتواند به‌طور دائم هرگونه اطلاعات مانند تاریخچه، کوکی‌ها، داده‌های سایت یا فرم‌های ورودی را ذخیره کند. ولی فایل‌ها و نشانک‌های بارگیری شده ذخیره می‌شوند. علاوه بر این، فعالیت کاربر در وب سایت‌های بازدید شده یا ارائه دهنده خدمات اینترنت پنهان نیست. در حالت ناشناس شما می‌توانید بین یک پنجره ناشناس و هر پنجره معمولی مرورگر که باز کرده‌اید، جابجا شوید.

## قابلیت گوش دادن
در ژوئن سال ۲۰۱۵، انجمن توسعه دهندگان Debian متوجه شدند که Chromium 43 و Chrome 43 برای بارگیری ماژول مشترک Hotword، برنامه‌ریزی شده‌اند که می‌تواند پسوند تشخیص صدا گوگل را فعال کند، اگر چه به‌طور پیش فرض «خاموش» بود. این موضوع نگرانی‌های مربوط به حریم خصوصی در رسانه‌ها را به وجود آورد. این ماژول در کروم ۴۵ حذف شد، آن ابتدا در اول سپتامبر ۲۰۱۵ منتشر شده بود و فقط در کروم ۴۳ و ۴۴ موجود است.

## ردیابی کاربر
گوگل کروم جزئیات مربوط به و فعالیت‌های خود را از طریق مکانیسم ردیابی اختیاری و غیر اختیاری کاربر به سرورهای گوگل ارسال می‌کند.
برخی از مکانیسم‌های ردیابی می‌توانند به صورت اختیاری از طریق نصب رابط‌ها باشد و از طریق گفتگوی گزینه‌های مرورگر فعال و غیرفعال شوند. ساخت‌های غیررسمی مانند SRWare Iron به دنبال حذف این ویژگی‌ها از روی مرورگر هستند.
کلماتی که از طرف گوگل به کاربر به عنوان پیشنهاد سرچ نمایش داده می‌شود در گوگل کروم مورد انتقاد قرار گرفته زیرا اطلاعات تایپ شده در Omnibox را قبل از اینکه کاربر حتی به بازگشت بازگردد، به کاربر ارائه می‌دهد. این به موتور جستجوگر اجازه می‌دهد تا URLهای پیشنهادی را نشان دهد، اما اطلاعات مربوط به استفاده از وب را که به یک آدرس مرتبط است، نیز در اختیار کاربران قرار می‌دهد.
ویژگی اختیاری استفاده از یک سرویس وب برای رفع خطاهای املایی دارای پیامدهای حریم خصوصی است.

## افزونه
برنامه‌های افزودنی که با نام افزونه در گوگل کروم معروفند با استفاده از فناوری‌های وب مانند، و نوشته شده‌اند. آنها از طریق فروشگاه وب کروم که شامل همه افزونه‌های گوگل کروم است توزیع می‌شوند، در ابتدا با عنوان گالری افزونه‌های گوگل شناخته می‌شد. همه کاربرانی که دارای حساب گوگل هستند می‌توانند از این امکانات استفاده کنند.
بسیاری از برنامه‌های افزودنی کروم، پس از نصب، به داده‌های کاربر دسترسی دارند. سه سطح اجازه دسترسی وجود دارد که یک برنامه یا برنامه افزودنی ممکن است درخواست کند. همه برنامه‌های افزودنی باید یک هدف واضح و مفرد داشته باشند.

## تم‌های گوگل کروم
با آمدن Google .0، کاربران می‌توانند برای تغییر ظاهر مرورگر تم‌ها را نصب کنند. بسیاری از این تم‌ها در یک گالری آنلاین ارائه می‌شوند و از طریق دکمه «دریافت تم» در گزینه‌های قابل دسترسی هستند.

## جمهخودکار صفحات وب
با آمدن Google Chrome 4.1، گوگل با استفاده از Google Translate یک نوار ترجمه داخلی ایجاد کرد. در حال حاضر برای ۵۲ زبان در دسترس است. اگر گوگل هنگام کار کردن شما با کروم یک زبان خارجی غیر از زبان ترجیحی کاربر را که در زمان نصب تنظیم شده‌است تشخیص دهد، از کاربر می‌خواهد ترجمه کند یا نه؟

## پلتفرم‌ها
گوگل کروم روی این سیستم عامل‌ها قابل اجراست:
از آوریل ۲۰۱۶، نسخه‌های ۳۲ بیتی و ۶۴ بیتی گوگل کروم برای ویندوز در دسترس است، و برای Linux و macOS تنها ۶۴ بیتی در دسترس است.
نسخه بتا گوگل کروم برای دستگاه‌های اندروید ۴٫۰ در تاریخ ۷ فوریه ۲۰۱۲ راه اندازی شد که فقط برای تعداد محدودی از کشورها از طریق Google Play در دسترس بود.
گوگل کروم اساس سیستم عامل Google Chrome است که از طریق شرکای تولیدی گوگل روی سخت‌افزار خاصی ارسال می‌شود. رابط کاربری طراحی مینیمالیستی شبیه مرورگر گوگل کروم دارد. سیستم عامل Chrome برای کاربرانی طراحی شده‌است که بیشتر وقت رایانه خود را در وب می‌گذرانند. تنها برنامه‌های موجود در دستگاه‌ها یک مرورگر است که یک پخش‌کنندهٔ رسانه و یک مدیر فایل را شامل می‌شود.

## جستارهای
- - مقایسه وب